# Тулостома дрібна
Тулостома дрібна (лат. Tulostoma melanocyclum) — гриб роду тулостома, родини Печериці.

## Опис
Плодові тіла округлі при дозріванні у вигляді головки та ніжки висотою до 3 сантиметрів.
Головка діаметром до 1 сантиметра округла, в центрі вершини спочатку темно-іржава, з віком темно-коричнева. Ніжка висотою до 3 сантиметрів діаметром до 0,3 сантиметра, циліндрична, біля основи злегка потовщена, рівна або зігнута, порожниста, дерев'яниста, вкрита грубим зернистим нальотом та дрібними коричневими лусочками, спочатку коричнево-іржава потім охряна, коричнювата.
Екзоперидерій (зовнішня оболонка) — тонкий, спочатку білий згодом світло-охряний, при дозріванні руйнується, частина його залишається біля основи головки.
Ендоперидерій (внутрішня оболонка) — тонкий, щільний, білий, оливково-бурий, рудувато-бурий, темно-охряний, іржаво-коричневий, при дозріванні утворює трубкоподібний отвір на вершині для вивільнення спорової маси.
Середовищем розповсюдження є кам'янисті та глинисті ґрунти.